# Ragazzo di borgata
Ragazzo di borgata è un film italiano del 1976 diretto da Giulio Paradisi.

## Trama
Il sedicenne Ettore Colantuoni, figlio di un modesto operaio, alterna la scuola agli scippi. A scuola è a contatto con ragazzi di famiglie benestanti, in particolare con Camillina, figlia di un noto chirurgo, e queste frequentazioni lo convincono che il denaro sia tutto nella vita, e che per accumularlo si debba intraprendere la strada della disonestà, ma il ricavo ottenuto dagli scippi è modesto.
Quando suo padre viene arrestato per un furto male organizzato, Ettore decide di lasciare la scuola e si fa assumere come cameriere in un bar frequentato da personaggi di ogni tipo. Un'attricetta che vive nel lusso grazie al successo ottenuto con la pubblicità, un affarista che si arricchisce facilmente, una rapina in una banca a cui assiste per caso andando a consegnare delle consumazioni, lo radicano sempre di più nelle sue scelte. Le informazioni che accumula nelle case e negli uffici durante il servizio gli sono utili quando il padre viene finalmente scarcerato. Ettore continua a lavorare nel bar, ma riesce a pilotare suo padre verso colpi grossi: una cassaforte incustodita, un'opera d'arte preziosa.
Con il ricavato dei furti, Ettore compra un lussuoso bar e "sistema" la famiglia Colantuoni. È finita la miseria, ma forse non è iniziata la felicità.

## Produzione
Dopo aver esordito come regista in un musicarello all'inizio degli anni '70, Paradisi con l'aiuto dell'Italnoleggio cinematografico si cimenta in una commedia ironica di ambiente romanesco, con personaggi quasi tutti «presi dalla strada» (qualcuno reduce da Accattone) e con i dialoghi scritti da Sergio Citti.

## Accoglienza
(Francesco Bloisi in Cronache di cinema, maggio 1976, nº 3)
(Giovanni Grazzini in Corriere della Sera, 24 aprile 1976)